# Gary Bannister
Gary Bannister (Warrington, 22 luglio 1960) è un ex calciatore inglese, di ruolo attaccante.